# Danh sách cầu thủ tham dự Giải vô địch bóng đá Nam Mỹ 1925
Đây là danh sách đội hình các đội tuyển tham dự Giải vô địch bóng đá Nam Mỹ 1925. Các đội tuyển tham gia gồm Argentina, Brasil và Paraguay. Các đội thi đấu vòng tròn một lượt, mỗi trận thắng được tính 2 điểm, hòa tính 1 điểm, thua tính 0 điểm.

## Argentina
Huấn luyện viên:  Américo Tesoriere

| Số | VT | Cầu thủ                   | Ngày sinh (tuổi) | Trận | Bàn | Câu lạc bộ           |
| -- | -- | ------------------------- | ---------------- | ---- | --- | -------------------- |
| —  | TĐ | Juan Bianchi              |                  | 0    | 0   | Progresista          |
| —  | HV | Ludovico Bidoglio         |                  | 0    | 0   | Boca Juniors         |
| —  | TĐ | Antonio Cerrotti          |                  | 0    | 0   | Boca Juniors         |
| —  | TĐ | Alejandro de los Santos   |                  | 0    | 0   | El Porvenir          |
| —  | TV | Mario Fortunato           |                  | 0    | 0   | Boca Juniors         |
| —  | TĐ | Alfredo Garassini         |                  | 0    | 0   | Boca Juniors         |
| —  | TĐ | Juan Carlos Irurieta      |                  | 0    | 0   | Argentino de Quilmes |
| —  | TV | Ángel Médici              |                  | 0    | 0   | Boca Juniors         |
| —  | HV | Ramón Muttis              |                  | 0    | 0   | Boca Juniors         |
| —  | TĐ | Martín Sánchez            |                  | 0    | 0   | Colón (Santa Fé)     |
| —  | TĐ | Manuel Seoane             |                  | 0    | 0   | El Porvenir          |
| —  | TĐ | Domingo Alberto Tarasconi |                  | 0    | 0   | Boca Juniors         |
| —  | TM | Tesoriere                 |                  | 0    | 0   | Boca Juniors         |
| —  | TV | Luis Vaccaro              |                  | 0    | 0   | Argentinos Juniors   |

## Brasil
Huấn luyện viên:  Ramón Platero

| Số | VT | Cầu thủ      | Ngày sinh (tuổi) | Trận | Bàn | Câu lạc bộ                |
| -- | -- | ------------ | ---------------- | ---- | --- | ------------------------- |
| —  | TM | Batalha      |                  | 0    | 0   | Flamengo                  |
| —  | HV | Clodô        |                  | 0    | 0   | Paulistano                |
| —  | TĐ | Filó         |                  | 0    | 0   | Paulistano                |
| —  | TV | Floriano     |                  | 0    | 0   | Fluminense                |
| —  | TV | Fortes       |                  | 0    | 0   | Fluminense                |
| —  | TĐ | Friedenreich |                  | 0    | 0   | Paulistano                |
| —  | HV | Hélcio       |                  | 0    | 0   | Flamengo                  |
| —  | TĐ | Lagarto      |                  | 0    | 0   | Fluminense                |
| —  | TĐ | Moderato     |                  | 0    | 0   | Flamengo                  |
| —  | TV | Nascimento   |                  | 0    | 0   | Fluminense                |
| —  | TĐ | Nilo         |                  | 0    | 0   | Fluminense                |
| —  | TV | Oswaldinho   |                  | 0    | 0   | América                   |
| —  | TV | Pamplona     |                  | 0    | 0   | Botafogo (Río de Janeiro) |
| —  | HV | Pennaforte   |                  | 0    | 0   | Flamengo                  |
| —  | TV | Rueda        |                  | 0    | 0   | Corinthians               |
| —  | TĐ | Russinho     |                  | 0    | 0   | Vasco Da Gama             |
| —  | TM | Tuffy        |                  | 0    | 0   | Sírio Libanês             |

## Paraguay
Huấn luyện viên:  Manuel Fleitas Solich

| Số | VT | Cầu thủ                                 | Ngày sinh (tuổi) | Trận | Bàn | Câu lạc bộ |
| -- | -- | --------------------------------------- | ---------------- | ---- | --- | ---------- |
| —  | TV | Mariano Álvarez (Paraguayan Footballer) |                  | 0    | 0   | Unattached |
| —  | HV | Abdón Benítez Casco                     |                  | 0    | 0   | Unattached |
| —  | TĐ | Bartolomé Brizuela                      |                  | 0    | 0   | Nacional   |
| —  | TĐ | Ramón Casco                             |                  | 0    | 0   | Unattached |
| —  | TM | Modesto Denis                           |                  | 0    | 0   | Nacional   |
| —  | TV | Eusebio Díaz                            |                  | 0    | 0   | Unattached |
| —  | TĐ | Diógenes Domínguez                      |                  | 0    | 0   | Unattached |
| —  | TV | Manuel Fleitas Solich                   |                  | 0    | 0   | Nacional   |
| —  | TĐ | Luis Fretes                             |                  | 0    | 0   | Unattached |
| —  | HV | Félix López de Filippis                 |                  | 0    | 0   | Unattached |
| —  | HV | César Mena Porta                        |                  | 0    | 0   | Unattached |
| —  | TĐ | Silvio Molinas                          |                  | 0    | 0   | Unattached |
| —  | TĐ | Lino Nessi                              |                  | 0    | 0   | Unattached |
| —  | TV | Gaspar Nesi                             |                  | 0    | 0   | Unattached |
| —  | TĐ | Julio Ramírez (Paraguayan Footballer)   |                  | 0    | 0   | Nacional   |
| —  | TĐ | Gerardo Rivas                           |                  | 0    | 0   | Unattached |
| —  | TM | Carlos Torrres (Paraguayan Footballer)  |                  | 0    | 0   | Unattached |